# Laurel und Hardy: Bacon Grabbers

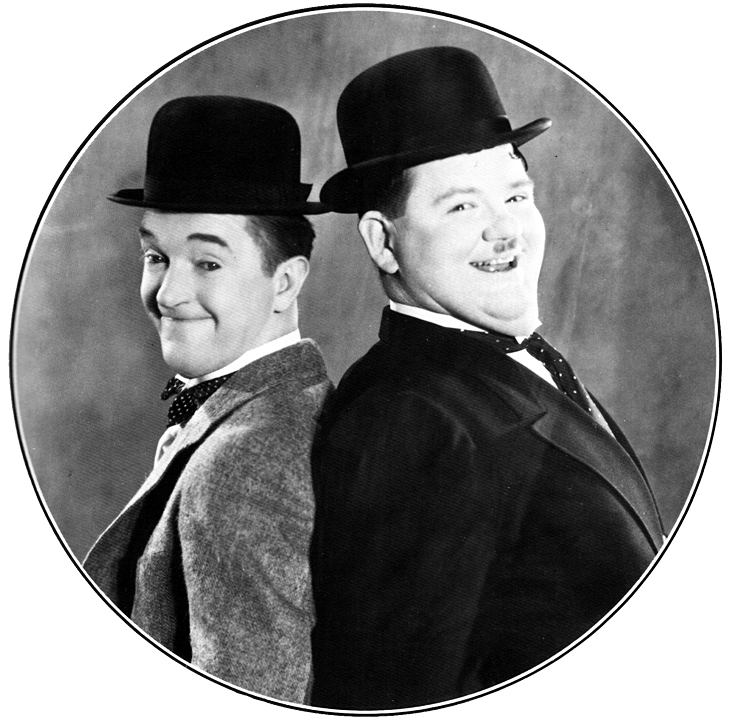
Laurel und Hardy

Bacon Grabbers (deutsch: Schnorrer) ist eine US-amerikanische stumme Kurzfilm-Komödie aus dem Jahre 1929 mit dem Komikerduo Stan Laurel und Oliver Hardy in den Hauptrollen.

## Handlung
Als Gehilfen eines Sheriffs sollen Laurel und Hardy bei einem Mr. Kennedy, der mit Zahlungen in Verzug ist, ein Radiogerät pfänden.
Auf dem Weg zum Haus von Mr. Kennedy will das Auto nicht so recht und die Jungs geraten zudem mit einem Lastwagenfahrer (Charlie Hall) aneinander. Bei Mr. Kennedy angekommen, kann der es immer wieder erfolgreich vermeiden, den schriftlichen Pfändungsbeschluss entgegenzunehmen.
Laurel und Hardy versuchen mit allerlei Mitteln, zu dem sich im Haus verschanzenden Schuldner vorzustoßen, was letztlich mit Hilfe eines Polizisten gelingt. Als sie den Radioapparat auf der Straße abstellen, kommt natürlich und rein zufällig die unvermeidliche Dampfwalze vorbei und macht das gute Stück platt.
Die Jungs schauen betreten drein, während sich Mr. Kennedy krumm und schief lacht. Nun tritt Mrs. Kennedy (Jean Harlow) auf und teilt ihrem Mann mit, dass sie das Radiogerät bezahlt hat und es nun ihnen gehört. Eigentlich wären nun Laurel und Hardy am Zuge, den Triumph zu genießen – doch der Dampfwalze stand nach dem Radioapparat auch noch das Auto der beiden im Weg, das nun auch platt ist.

## Kommentare
- „Er mag die Welt nicht in Wallung bringen, aber er enttäuscht auch nicht. Obwohl einige der Gags in späteren Filmen wiederverwendet werden, einige als Running Gags Markenzeichen des Duos sind, finde ich, dass Bacon Grabbers ein ziemlich einzigartig im Filmkanon der Jungs ist.“ The Laurel & Hardy Blog
- „Bacon Grabbers ist eine solide, witzige, ja archetypische L&H-Komödie. Es gibt kaum einen Gag, den sie nicht auch schon anderswo gemacht haben, aber sie sind alle so gekonnt gemacht, dass es einem egal sein könnte. In der ersten Szene im Büro des Sheriffs spielen sie die Hut-Routine und das ’Rein und Raus durch die falschen Türen’ Spiel. Aber diese Szene, wie auch der Rest des Films, wird mit einer ansteckenden, freudigen Energie gespielt. Der Film ist auch eine weitere Erinnerung daran, was für ein großartiger Gegenspieler Edgar Kennedy war, der seinen eigenen Stil des Getöses in die Rolle einbringt. Bacon Grabbers ist ein etwas unbekannter Film, der viel mehr Aufmerksamkeit und Anerkennung verdient hätte. Ich kenne keinen anderen Komödianten, der so viel Zeit damit verbringen konnte, aus einem Raum zu verschwinden. Und ich muss die ganze ’Versuchen, Kennedy die Vorladung zu geben’-Szene auf meine Liste der am perfektesten getimten Laurel und Hardy-Routinen setzen. Sie hätten das zwanzig Minuten lang durchhalten können und ich wäre glücklich gewesen.“ John Larrabee in: Laurel and Hardy Central

## Trivia
Der Job, den Laurel and Hardy in diesem Film ausüben, wird im Englischen als "Repossession Men" bezeichnet. "Repossession" steht für "Sachpfändung" bzw. "Wiederinbesitznahme". In den 1920er Jahren wurde hierfür im amerikanischen Slang der Name "Bacon Grabbers" verwendet. (Another Nice Mess)
Zu dem Film wurde eine Schallplatte mit Geräuschen und Musik erstellt. Diese Begleitung enthält jedoch keinerlei Sprachbeiträge, so dass von "einem besonders kuriosen Zwitter-Produkt" gesprochen wird. (William K.Everson)
Randy Skretvedt fand heraus, dass das Haus, das Laurel und Hardy in Bacon Grabbers benutzten (10341 Bannockburn Drive), Elmer Raguse gehörte, dem Toningenieur der Roach Studios. (Dave Lord Heath)